# Borkowice (gromada w powiecie kluczborskim)
Borkowice – dawna gromada, czyli najmniejsza jednostka podziału terytorialnego Polskiej Rzeczypospolitej Ludowej w latach 1954–1972.
Gromady, z gromadzkimi radami narodowymi (GRN) jako organami władzy najniższego stopnia na wsi, funkcjonowały od reformy reorganizującej administrację wiejską przeprowadzonej jesienią 1954 do momentu ich zniesienia z dniem 1 stycznia 1973, tym samym wypierając organizację gminną w latach 1954–1972.
Gromadę Borkowice z siedzibą GRN w Borkowicach utworzono – jako jedną z 8759 gromad na obszarze Polski – w powiecie oleskim w woj. opolskim, na mocy uchwały nr VII/27/54 WRN w Opolu z dnia 4 października 1954. W skład jednostki weszły obszary dotychczasowych gromad Borkowice, Bażany i Nowa Bogacica ze zniesionej gminy Bogacica w tymże powiecie.
1 stycznia 1955 gromadę włączono do powiatu kluczborskiego w tymże województwie, gdzie ustalono dla niej 21 członków gromadzkiej rady narodowej.
31 grudnia 1961 z gromady Borkowice wyłączono kompleks lasów państwowych o powierzchni ok. 680 ha, położony na wschód od drogi Oś-Warzyńcowskie-Bażany, włączając go do gromady Lasowice Małe w powiecie oleskim w tymże województwie.
Gromadę zniesiono 1 stycznia 1969, a jej obszar włączono do gromady Bogacica w tymże powiecie.